# Daniel González Chaves
Daniel González Chaves (San José, 1982) es un político, psicólogo y escritor costarricense de ciencia ficción, terror, fantasía y ficción histórica. González recibió el segundo lugar en el Certamen Brunca 2014 en la categoría de cuento por su relato La casa del silencio y el primer lugar en la misma categoría en el Certamen Brunca de 2015 con el relato La vida según Stephanie. Incursionó por primera vez con la novela Un grito en las tinieblas; la vida de Zárate Arkham publicada por la Editorial Universidad Estatal a Distancia tras lo cual publicaría tres libros (dos novelas y una antología de relatos) en la Editorial Clubdelibros. En 2018 publicó con la editorial española Wave Books la novela de ciencia ficción cómica El efecto Casandra: ...o como aprendimos a defendernos de los lagartos gigantes del espacio.

## Biografía
Publicó la novela Un grito en las tinieblas; la vida de Zárate Arkham en 2010 por medio de la Editorial Universidad Estatal a Distancia, novela de terror lovecraftiano y de ciencia ficción. Ha publicado cuentos de ciencia ficción en revistas como Sci-Fdi de la facultad de ingeniería de la Universidad Complutense de Madrid, Axxón (Argentina), Palabras, El Horla (Perú) y Ominous Tales (Chile). 
En 2013 participa en dos antologías; Penumbras; cuentos de terror costarricenses de Clubdelibros junto a otros autores conocidos por su aporte a la literatura de terror costarricense como Daniel Garro y Evelyn Ugalde, y en la antología de cuentos de ciencia ficción Lunas en vez de sombras y otros relatos de ciencia ficción de la UNED junto a autores reconocidos como Iván Molina, Jessica Clark y Anacristina Rossi.
En 2013 publicó la novela de aventuras y ficción histórica Lágrimas de guerrera, primera novela costarricense que toca el tema de los antiguos nórdicos, con la Editorial Clubdelibros. La novela retrata la vida de una tribu de bárbaros germánicos del siglo IV en sus constantes roces bélicos contra Roma y fue uno de los libros más vendidos de 2013. En 2014 participa en las antología de ciencia ficción Cyberpunk 506 y en 2015 en la antología de relatos humorísticos Mi media cebolla; reír para no llorar ambas de la Editorial Clubdelibros, así como publica la antología de cuentos eróticos Club 69: Páginas eróticas y relatos libertinos ese mismo año. En 2018 publica tanto en físico como en libro electrónico El efecto Casandra, novela de comedia-ciencia ficción.
Trabaja como educador en enseñanza del inglés, estudió psicología en la Universidad Nacional y vive en Tibás, ciudad donde se desempeñó como regidor municipal en el período 2006-2010.

## Obras

### Novelas
- Un grito en las tinieblas; la vida de Zárate Arkham (EUNED, 2010)
- Lágrimas de guerrera (Clubdelibros, 2013)
- Leonor; aventuras fantásticas (Clubdelibros, 2016)
- El efecto Casandra (Wave, 2018)

### Cuentos
- Las fauces de la bestia (Sci-Fdi, 2011)
- El más grande truco del gran Cavallini (revista Axxón, 2011)
- La soga al cuello (Sci-Fdi, 2011)
- Las doce campanadas (Sci-Fdi, 2012)
- Los demonios en la cueva (Revista Nuevos Mundos, 2013)
- La niña que viajaba sola a la escuela (antología Penumbras, Clubdelibros, 2013)
- Sofía (antología Lunas en vez de sombras, EUNED, 2013)
- Solipsys (Sci-Fdi, 2013)
- La venta de carnes (revista Palabras, 2013)
- Gemidos en el Viento (revista Ominuos Tales, 2013)
- La tumba del marciano (revista El Horla, 2013)
- La máquina del olvido (antología Cyberpunk 506, 2014)
- Las escogidas (revista NM, 2014)
- Las cadenas del amor (antología Mi media cebolla, 2015)
- La paradoja palestina (Revista Cruz Diablo, 2016)
- Yo soy el último, Fernando (Certamen Costa Rica país de paz, Museo Histórico José Figueres Ferrer, 2016)
- Hikikomori (Sci-Fdi, 2018)

### Antologías
- Club 69; Páginas eróticas y relatos libertinos (Clubdelibros, 2015)

### Artículos académicos
- Los partidos políticos en Costa Rica (revista AFEHC, 2014)
- Migración e identidad cultural en Costa Rica (1840-1940) (Revista de Ciencias Sociales 155: 131-144 / 2017 (I) ISSN: 0482-5276)[10]